# Лосиноборское
Лосинобо́рское — село в составе Маковского сельсовета Енисейского района Красноярского края.

## Географическое положение
Село расположено на левом берегу реки Кеть примерно в 86 км на запад-северо-запад по прямой от центра сельсовета села Маковское и 153 километра на запад от районного центра города Енисейск.

## Климат
Климат резко континентальный с низкими зимними температурами, застоем холодного воздуха в долинах рек и котловинах. В зимнее время над поверхностью формируется устойчивый Сибирский антициклон, обусловливающий ясную и морозную погоду со слабыми ветрами. Континентальность климата обеспечивает быструю смену зимних холодов на весеннее тепло. Однако низменный рельеф способствует проникновению арктического антициклона. Его действие усиливается после разрушения сибирского антициклона с наступлением тёплого периода. Поэтому до июня бывают заморозки. Средние многолетние значения минимальных температур воздуха в самые холодные месяцы — январь и февраль — составляет −25…-27 °С, а абсолютный минимум достигает −53…-59 °С. Средние из максимальных значений температуры для наиболее тёплого месяца (июля) на всём протяжении долины колеблются в пределах 24 — 25 °С, а абсолютные максимумы температур в летние месяцы достигают значений в 36 — 39 °С. Зима продолжительная. Период со средней суточной температурой ниже −5° на всей протяжённости составляет около 5 месяцев (с ноября по март). Ниже 0° — около полугода. Продолжительность безморозного периода в рассматриваемом районе составляет 103 дня, при этом первые заморозки наблюдаются уже в начале сентября. Последние заморозки на поверхности почвы могут наблюдаться в мае.

## История
Село — исторический населённый пункт южных селькупов (группа сюссюкум/сюссыкум). 
Лосиноборское в разное время носило неодинаковый статус населённого пункта: было пустынью, вотчиной, монастырём и деревней. В селе с 1677 до 1764 год находился Преображенский монастырь. В 1921 году имелось 6 приписанных к сельскому обществу крестьянских хозяйств, в том числе 5 старожильческих и одно переселенческое, 4 из них не использовали наёмный труд, трое мужчин занимались промыслом. Население 30 человек. В хозяйствах имелось 17 рабочих лошадей, 16 коров и 50 овец.

## Население
Постоянное население составляло 42 человека в 2002 году (90 % русские). 21 человек в 2010.